# 康辉
康辉（1971年1月17日—），男，汉族，河北保定人，出生于河北无极，中国中央电视台新闻播音员、主持人、央视新闻中心播音部主任，中国共产党党员（1993年入党）、中共十九大、二十大代表，中国电视艺术家协会副主席。在中华人民共和国的党和国家领导人出访时，亦会以记者身份出访。

## 生平
1971年，康辉出生于河北省无极县北苏镇。初中毕业于河北省石家庄市第四十中学，高中时就读河北师范大学附属中学。本科毕业于北京广播学院（现中国传媒大学）播音系，硕士毕业于北京大学新闻与传播专业。据康辉回忆，当年高考结束后报考北京广播学院，结果遭遇暗箱操作，险些未被录取。
1993年毕业后进入中国中央电视台新闻中心，1994年，担任《世界报道》的首任主持人。2001年，担任《东方时空》节目主持人，2002年，担任《新闻早8点》主播，主持国际新闻评论节目《午夜国际观察》。2006年6月5日起，担任央视《新闻联播》主播。2008年，获得中国播音主持界最高奖“金话筒奖”。
2010年7月，康辉任央视新闻中心新闻播音部副主任。2013年，获得全国五一劳动奖章。2014年起，康辉接替李瑞英，主管央视播音部工作。2015年2月18日，康辉正式主持2015年中国中央电视台春节联欢晚会，此为他首次担任春晚主持人。2017年6月，担任央视新闻中心新闻播音部主任。在2017年至2019年以及2021年至现在的央视春晚上，康辉亦担任主持人。
2019年出版个人自传《平均分》。
2023年9月12日，当选中国电视艺术家协会第七届理事会副主席。

## 争议言论
2020年中国相继经历了2019冠状病毒病疫情、2020年中国南方水灾等各种灾难。同年8月8日，央视新闻在其官方微博发布“主播说联播”的视频，主播康辉给国人鼓劲打气。康辉宣称，“疫情、汛情，2020我们经历了不少意外。但是，再大的困难除以14亿，也会变得微不足道，再小的力量乘以14亿，也足以战胜一切困难！”台湾和海外媒体称，此话激怒了许多中国网民，但实则中国大陆内部的舆论反响却并无报道中的那般激烈。
2023年康輝在央視新聞上說「美国凭借着一张只有大约17美分的百元美钞，就让其他国家向美国提供价值，相当于100美元的商品和服务。这不是赤裸裸的掠夺行为又是什么？」以此批評美國的行為，然而這種說法卻引來大量網友的熱議，還因此誕生了「康辉经济学」的說法。

## 家庭
康辉的妻子名字叫刘雅洁，江苏南京人，比康辉小两岁，是康辉在中国传媒大学读书时的师妹，两人已于2000年在北京结婚。
康辉还有一个大两岁的姐姐。

## 主持節目
- 《新闻联播》
- 《新闻直播间》
- 《新闻30分》
- 《晚间新闻》
- 《世界周刊》